# François-Alexandre de Nassau-Hadamar
François-Alexandre de Nassau-Hadamar (27 janvier 1674 à Hadamar – 27 mai 1711, ibid.) est le dernier prince de Nassau-Hadamar.

## Biographie
François Alexandre est le fils du prince Maurice-Henri de Nassau-Hadamar (23 avril 1626 – 24 janvier 1679) et de sa seconde épouse Marie-Léopoldine de Nassau-Siegen (1652-1675). À l'âge de 6 ans, il hérite de Nassau-Hadamar. Son tuteur et le régent de Nassau-Hadamar au cours de sa jeunesse, est son oncle François-Bernard (21 septembre 1637 – 15 septembre 1695). En 1710, François-Alexandre est nommé juge de la Chambre impériale à Wetzlar. Il prête serment le 28 janvier 1711.
Il est mort d'une chute de cheval près de la porte de Limbourg à Hadamar le 27 mai 1711. Il est enterré dans la crypte princière de l'église des Franciscains à la Mönchsberg à Hadamar. Son cœur est placé dans la chapelle sainte-Marie sur la Herzenberg, comme le cœur de son oncle François-Bernard 16 ans plus tôt.
La croix est déplacée d'environ 300 mètres et est maintenant situé sur le bord sud-est de Hadamar, mais encore sur l'ancienne route reliant Hadamar et Limburg an der Lahn.

## Mariage et descendance
Le 18 octobre 1695 à Lovosice (Bohême), François-Alexandre épouse Élisabeth-Catherine Felicitas (14 février 1677 Château de Rheinfels près de Saint-Goar – 15 mai 1739 à Dietz, enterrée dans le monastère Franciscain et l'église Saint-Martin à Boppard), la fille de Guillaume de Hesse-Rheinfels-Rotenburg. Le couple a les enfants suivants:
1. Françoise Marie Anne Wilhelmine (16 septembre 1696 – 18 juin 1697)
2. Élisabeth (21 septembre 1698 – 2 octobre 1724 à Roermond), une religieuse de l'Épine et Essen
3. Joseph Hugo (18 avril 1701 – 6 décembre 1708)
4. Charlotte-Wilhelmine Amélie Alexandrine (21 septembre 1703 – 25 septembre 1740), mariée le 29 septembre 1721 à Jean-Philippe Eugène de Merode-Westerloo (1674-1732).

Les époux se séparent en 1705. Ernestine, la sœur de la princesse, provoque des tensions croissantes dans le couple. Même après qu'Ernestine soit entrée au couvent, à l'Altenberg, près de Wetzlar, et malgré les efforts de médiations de l'archevêque Jean VIII de Trêves et de l'empereur Joseph Ier, François Alexandre et sa femme ne peuvent pas se réconcilier. À partir de 1705, ils vivent séparément: François Alexandre et les enfants résident au château de Hadamar, son épouse réside au château de Mengerskirchen. Une autre tentative de médiation le 23 octobre 1708 à Hadamar échoue. Néanmoins, la mort de leur fils, le prince Joseph Hugo, les amènent à se rapprocher.
Quand François Alexandre meurt en 1711, il n'a pas d'héritier mâle. Après de longues négociations, Nassau-Hadamar est divisée entre les dirigeants des autres lignées: Nassau-Dietz, Nassau-Dillenbourg, la ligne catholique de Nassau-Siegen et la lignée calviniste de Nassau-Siegen. La ville de Hadamar est dans la partie qui est donné à la lignée catholique.
À l'avant de la crypte princière sous l'église des Franciscains sur le mont Saint-Gilles, il y a une peinture de ce prince, à genoux qui prie avec sa famille à Jésus crucifié. Les croix rouges sont peintes au-dessus de la tête de Jean Alexandre, Joseph Hugo et Françoise Wilhelmine, qui étaient déjà décédés lorsque la peinture a été créée. François Alexandre est représenté portant une armure lourde et à côté de lui est un brillant couronne, ornée de perles et d'une croix d'or.
La veuve de François-Alexandre, Élisabeth Catherine Felicitas, se remarie le 6 septembre 1727 à Nuremberg avec le comte Antoine Ferdinand d'Attems, qui est aussi veuf et a près de 14 ans de moins qu'elle. Il a vécu au château de Sterneck avec sa première épouse, la baronne Marie-Auguste de Ow-Hirrlingen. Élisabeth Catherine Felicitas est décédée le 15 mai 1739, à l'âge de 62 ans, Dietz sur la Lahn.